# 塩尻消防署

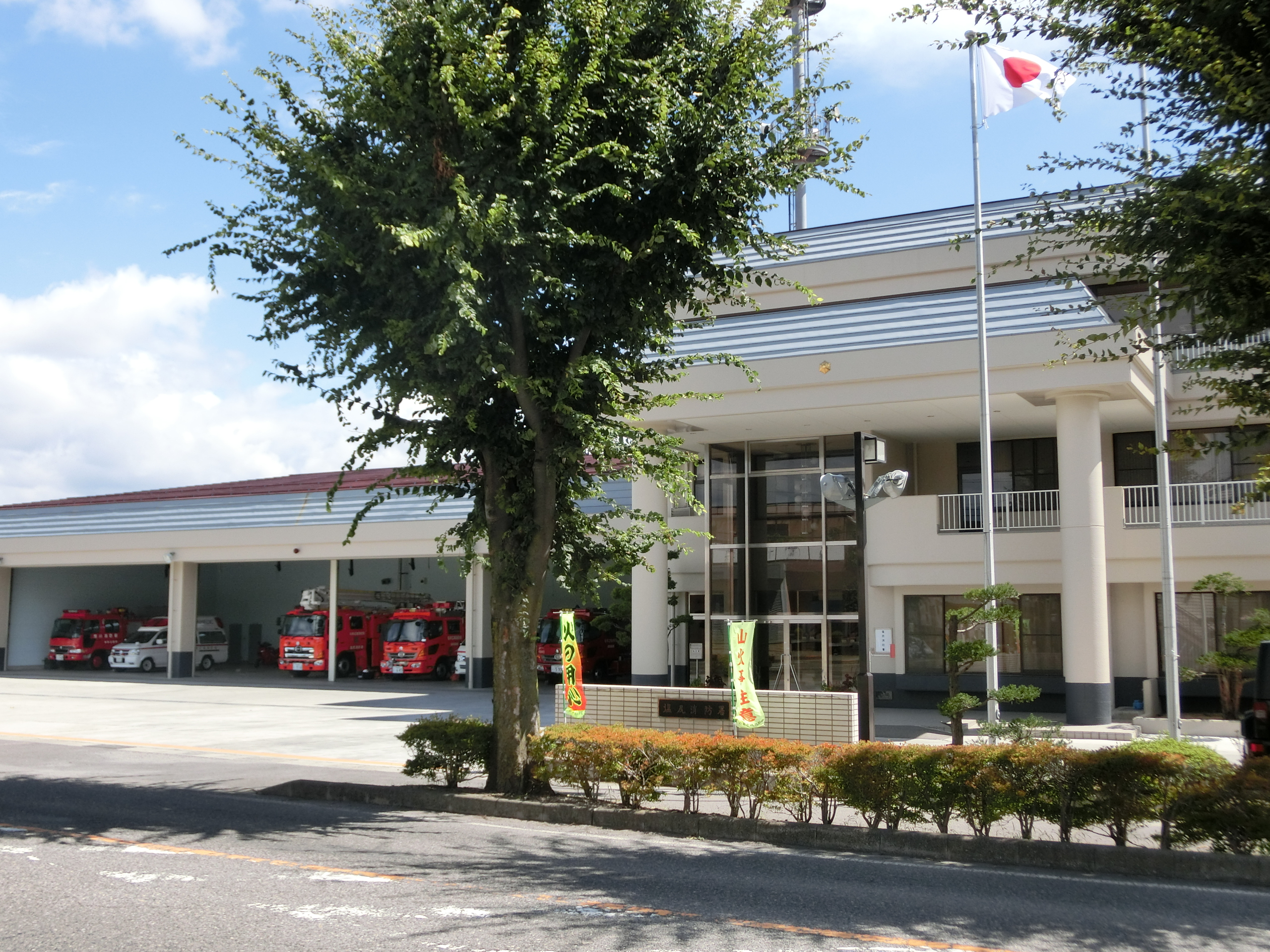
塩尻消防署

塩尻消防署（しおじりしょうぼうしょ）は長野県塩尻市にある松本広域消防局に所属する消防署である。

## 沿革
- 1964年（昭和39年） - 塩尻市が政令指定により消防本部及び消防署の設置を義務付けられる
- 1964年（昭和39年）10月 - 消防庁舎が市役所北に着工する
- 1965年（昭和40年）4月 - 塩尻市消防本部及び塩尻市消防署が発足する　これに伴い市消防団常設部が廃止される
- 1965年（昭和40年）5月 - 消防庁舎（2階建26m望楼付）が完成する
- 1966年（昭和41年）4月 - 救急車が配備される　これに伴い救急業務が開始される
- 1973年（昭和48年） - 救急車2台体制となる
- 1986年（昭和61年） - 広丘分署が塩尻市広丘原新田に設置される
- 1991年（平成3年）11月 - 新消防署庁舎が広丘高出に完成する
- 1993年（平成5年）3月31日 - 塩尻市消防本部が廃止される
- 1993年（平成5年）4月1日 - 松本広域消防局が発足する　松本広域消防局塩尻消防署となる
- 1996年（平成8年）4月1日 - 消防局塩尻分室が署に統合される
- 2005年（平成17年）3月25日 - 消防ポンプ自動車が更新配備される
- 2005年（平成17年）7月29日 - 高規格救急車が更新配備される
- 2005年（平成17年）12月6日 - 職員1名が殉職する
- 2008年（平成20年）2月15日 - 水槽付消防ポンプ自動車が更新配備される
- 2009年（平成21年）1月26日 - 救助工作車（II型）が更新配備される

## 所在地
- 長野県塩尻市広丘高出1486-802

## 職員数
- 30人

## 消防車両
- 消防ポンプ自動車
- 水槽付消防ポンプ自動車（2台）
- 救助工作車II型（特別救助隊が運用）
- 高規格救急車（2台）（内1台は非常用救急車）
- 指揮広報車
- オフロードバイク
- 二輪車

## 管轄地域
塩尻市大門一～八番町、大門泉町、大門幸町、大門並木町、大門田川町、大字桔梗町、大字大門、大字塩尻町、大字旧塩尻、大字柿沢、大字金井、大字峰原、大字上西条、大字中西条、大字下西条、大字堀ノ内、大字大小屋、大字長畝、大字桟敷、大字みどり湖、大字片丘の一部、大字広丘堅石の一部、大字広丘郷原の一部、大字広丘高出、大字宗賀、大字北小野及び大字洗馬の一部